# Agatón (alfarero)
Agatón (en griego antiguo: Ἀγάθων) fue un alfarero y posiblemente también un pintor de vasos activo en Atenas en el segundo cuarto del siglo V a. C.
De Agatón se conserva una píxide pintada con figuras rojas que representa a Zeus y Hera, y que se encuentra en la Antikensammlung Berlin (n.º de inv. V.I. 3308). Si bien John Beazley indicó que el pintor era Agatón, del que no se conoce el nombre, las investigaciones modernas consideran probable que el propio Agatón pintara la píxide de Berlín. Estilísticamente, el cuadro se acerca al llamado Pintor de Lewis. Por su estilo, se atribuyen al pintor la ejecución otras obras de figuras rojas. 

## Obras atribuidas (pintura)
- Altemburgo, Museo de Lindenau

Escifo (213307)
- Atenas, Museo Arqueológico Nacional

Escifo (Akr. 2.489)
- Austin, Jack S. Museo de Arte Blanton

Escifo (T 336)
- Berlín, Antikensammlung

Píxide (V.I. 3308 – firmado por Agatón como alfarero)
- Bolonia, Museo Cívico Arqueológico

Escifo (494)
- Eleusis, Museo Arqueológico de Eleusis

Escifo (578)
- Londres, Museo Británico

Escifo (E 142)
- Oxford, Ashmolean Museum

Escifo (1947.118)
- Paradero desconocido

Escifo (1984, verificable en la propiedad privada alemana)
Escifo (subastado en Sotheby's, Londres, los días 10 y 11 de diciembre de 1992 - no es idéntico al mencionado escifo)
Escifo (último localizable en el mercado de arte de París)